# エマヌエーレ・ズエッリ
エマヌエーレ・ズエッリ（Emanuele Zuelli、2001年11月22日 - ）は、イタリア・メラーノで生まれたサッカー選手。セリエB・ACピサ1909所属。ポジションはミッドフィールダー。

## 経歴
ACキエーヴォ・ヴェローナの下部組織出身で、プリマヴェーラでは主将を務めていた。2020年2月23日、ポルデノーネ・カルチョ戦でトップチームデビューを果たす。
2021年8月9日、ACキエーヴォ・ヴェローナの破産により以前から関心が寄せられていたユヴェントスFCのリザーブチームであるU-23ユヴェントスFCへフリー移籍した。契約期間は2年。
2023年1月31日、ACピサ1909への移籍が発表された。

## プレースタイル
中盤の底やインサイドハーフを主戦場とし、精度の高い両足からのパスでチームのビルドアップを担う。またU-23ユヴェントスFCへの移籍初年度で、31試合で5ゴールをアシストするなど、チャンスメイク能力にも秀でている。